# Angel Eyes (canción de Matt Dennis)
«Angel Eyes» es una canción popular de 1953 compuesta por Matt Dennis, con la letra de Earl Brent. Fue introducida en la película de 1953 Jennifer.

## Composición
Angel Eyes es de la forma AABA. La sección primera y segunda de A son casi idénticas, con unas pequeñas variaciones. La composición tiene una estructura armónica compleja. Las mayores y menores progresiones II - V - I son utilizadas frecuentemente entre la pieza. Las secciones de A tienen el tono de C menor. Empieza con una progresión de C menor, D mayor 7 y G mayor 7. Encima de la D mayor 7 hay una F#  en la melodía  (Una tercera a la cuerda D mayor). Es un tritono en el contexto de la tónica de c menor. Este intervalo es usado a lo largo de la canción. Otro tritono es la quinta disminuida en la cuerda Dm7_5 pero se ajusta tan bien al contexto armónico del tono c menor que es difícil de reconocer como un intervalo disonante.
La c menor entonces cambia cromáticamente a un puente que empieza con una B♭ menor y entonces guía sobre una E♭ mayor a la nueva tónica, A♭ mayor.
Por los coloridos cambios armónicos, Angel Eyes es un "estándar" del jazz muy popular que ha inspirado a muchas interpretaciones originales. Varios artistas han grabado diferentes versiones de la canción, incluyéndose entre ellos Bill Henderson, Chet Baker, Don Ellis, Kenny Burrell, Pat Metheny, Frank Sinatra, Ella Fitzgerald, y Duke Ellington.

## Versiones grabadas
- Mina Mazzini - en el álbum Mina (1964).
- The Four Freshmen - (en su más exitoso álbum "Four Freshmen and Five Trombones" de la década de 1950).
- Frank Sinatra - en Frank Sinatra Sings for Only the Lonely (1958), y Sinatra at the Sands (1966).
- Redhot & Blue, en un grupo a cappella en la Universidad de Yale.
- Sting - en el soundtrack de Leaving Las Vegas.
- Cheryl Bentyne - en el disco de "Duetos" de Rob Wasserman.
- Moe Koffman - en su álbum Devil's Brew
- George Shearing - en el álbum Favorite Things.
- Angela Hagenbach - en su cuarto álbum Weaver of Dreams.

- Datos: Q4762141